# Mato Grosso do Sul
Mato Grosso do Sul állam Brazília közép-nyugati régiójában fekszik, az ország déli részén.  Mato Grosso, Goiás, Minas Gerais, São Paulo és Paraná állam határolja, délen-délnyugaton pedig Paraguay.

## Földrajzi adatok
- Területe 357 124 km², mellyel hasonló méretű mint Németország
- Lakossága 2012-ben 2,5 millió fő volt[2]
- Népsűrűsége 7 fő/km²
- Székhelye: Campo Grande

## Fordítás
- Ez a szócikk részben vagy egészben  a   Mato Grosso do Sul című angol Wikipédia-szócikk fordításán alapul.  Az eredeti cikk szerkesztőit annak laptörténete sorolja fel. Ez a jelzés csupán a megfogalmazás eredetét és a szerzői jogokat jelzi, nem szolgál a cikkben szereplő információk forrásmegjelöléseként.